# 1991년 쌍방울 레이더스 시즌
1991년 쌍방울 레이더스 시즌은 쌍방울 레이더스의 창단 후 2번째 시즌이자, 본격적으로 KBO 리그에 참가한 첫 시즌이다. 김인식 감독이 팀을 이끌었으며, 팀은 8개 구단 중 공동 6위를 기록하며 포스트 시즌 진출에는 실패했다. 그러나 52승을 올리며 2013년 NC 다이노스와 함께 1983년 이후 신생팀 역대 최다승 타이 기록을 세웠으며, 승률 0.425로 1983년 이후 신생팀 역대 최고 승률을 기록했는데 개막전(VS 빙그레.대전)에서 11-0 완봉승으로 그 당시 개막전 최다점수차 완봉승 기록을 세웠지만 1993년 삼성(VS 쌍방울.대구)이 17-0으로 갱신했다.
한편, 1군리그 진출에 대비하기 위하여 1988년 12월 21일부터 3년 계약 형식으로 삼성 2군 타격코치를 맡아 프로야구계에 데뷔했으나  그 해 11월 15일부터 3년 계약 형식으로 감독 취임한 정동진 감독이 1990년 한국시리즈의 패퇴 뿐 아니라 사생활 문제로 물의를 일으킨 황규봉 1군 투수코치의 2군행을 요구한 편송언 사장과의 마찰 탓인지 계약기간을 1년 남겨둔 채 1990년 시즌 후  감독직에서 물러나자 삼성에 사표를 제출한 김광웅을 같은 해(1990년) 11월 26일부터 2년 감독(2년 계약), 강만식 전 삼성 투수를 1990년 11월 26일부터 2군 투수코치(2년 계약), 조 알바레즈를 같은 날 수비-주루코치(2년 계약)로 영입했고  1986년 11월 26일부터 3년 계약으로 삼성 투수코치를 역임한  황규봉 코치는 1989년 말 외국 유학을 떠나면서 구단과 작별했으며 그 이후 프로야구계와 인연을 끊었고 은퇴 후 개인사업을 했지만 잇따른 사업 실패 때문에  가족과의 불화가 겹쳐 부산에서 홀로 지낸 데다 경상중학교 때부터 같이 선수 생활을 한 이선희 외엔  대부분의 야구계 인사들과도 연락을 끊었으며 이 와중에 병을 키워 허리가 너무 아파 2015년 11월 중순 병원을 찾은 결과 대장암 말기 판정을 받았고  결국 2016년 1월 18일 별세했는데 황규봉 전 코치의 빈소를 찾은 야구인은 드물기도 했다.
이 과정에서 김윤겸 투수코치가 1군 투수코치, 유지훤 수비코치가 2군 수비코치, 우경하 타격코치가 2군 타격코치로 보직 변경됐지만 임신근 수석코치가 1991년 9월 17일 훈련 도중 심장마비로 사망하자 김광웅 2군감독이 다음 해 수석코치로 자리를 옮겼고 유지훤 2군 수비코치가 같은 해(1992년) 1군 2군 수비를 담당했다.

## 타이틀
- 한일 슈퍼게임 국가대표: 김인식(코치), 조규제, 김기태
- KBO 신인상: 조규제
- 올스타전 추천선수: 조규제, 김호근, 김기태
- 컴투스프로야구2013 레전드 카드: 조규제
- 컴투스프로야구 SSG 랜더스 베스트 라인업: 조규제 (마무리투수)
- 컴투스프로야구 내일은 신인왕 라인업: 조규제 (중계투수)
- 컴투스프로야구 아빠와 아들 라인업: 박종철 (중계투수)
- 세이브: 조규제 (27)
- 구원등판: 조규제 (45)
- 마무리등판: 조규제 (43)
- 출장 (타자): 김호 (126)

### 퓨처스리그
- 남부리그 세이브: 손문곤, 정인조 (3)
- 평균자책점: 손문곤 (1.59)

## 선수단
- 선발투수 : 강길용, 박성기, 김원형, 진동한, 박진석, 최한림
- 구원투수 : 김기덕, 구대진, 박종철, 김기완, 김동수, 이재홍, 김봉근, 권영진, 한오종, 정인조, 손문곤
- 마무리투수 : 조규제, 강상진
- 포수 : 김호근, 공봉구, 전종화, 박경완, 최해식
- 1루수 : 김기태, 김영운
- 2루수 : 송인호
- 유격수 : 김호, 정학원
- 3루수 : 김만후, 유동효
- 좌익수 : 김평호, 이창원, 이상대, 안언학
- 중견수 : 윤혁, 서창기
- 우익수 : 조용호, 양후승, 박기택, 이연수
- 지명타자 : 이승희[11], 유성기, 강남규, 최준호, 고승훈, 김경수

## 특이 사항
- 박경완은 현재까지 확인되는 쌍방울 레이더스의 첫 신고선수다.
- 팀은 구단 사상 처음이자 마지막으로 시범경기 1위를 차지했다.
- 강길용은 94번의 볼넷과 15번의 사구를 내주고 4번의 보크를 범해 역대 단일 시즌 최다 보크 타이 기록을 세웠고, 구단 사상 단일 시즌 최다 볼넷&사구 허용 기록도 세웠다.
- 빙그레 이글스와의 개막전에서 조규제가 선발 등판하여 팀 사상 첫 KBO 리그 등판 투수가 되었으며, 승리 투수가 되어 첫 승리 투수로도 기록되었다. 그리고 이날 세이브를 올린 박진석은 구단 사상 첫 세이브의 주인공이 되었다. 구단 사상 최초로 타석을 소화한 선수는 이날 1번 타자로 선발 출전한 김호다.
- 이재홍은 4월 6일 빙그레 이글스와의 경기에서 구단 사상 첫 패전투수가 되었다.
- 권영진은 4월 12일 OB 베어스와의 경기에 구원 등판한 것이 이 시즌 유일한 등판이었으나, 아웃 카운트를 한 개도 잡지 못하고 볼넷만 연속으로 3개를 허용한 후 강판되었다. 이는 KBO 리그 역대 최초 단일 시즌 구원 이닝 0이닝 소화 기록이기도 하다.
- 권영진과 한오종은 피출루율 1.000, 이닝 당 출루허용률 99.99로 구단 사상 단일 시즌 최고 기록을 세웠다.
- 9월 17일 OB 베어스와의 경기를 앞둔 상황에서 임신근 수석코치가 선수들의 타격 훈련을 지도하던 도중 심장 마비로 갑작스럽게 사망하는 일이 있었다.
- 이 시즌 팀은 보크 12회로 역대 단일 시즌 최다 보크를 기록했다.
- 김평호는 18회의 도루 실패로 구단 사상 단일 시즌 최다 도루 실패 기록을 세웠다.
- 조규제는 피출루율 0.244, 평균자책점 1.64로 규정이닝을 채운 투수들 중 구단 사상 단일 시즌 최저 기록을 세웠고, 경기의 마지막 투수로 총 43번 등판해 구단 사상 최다 기록을 세웠으며, 투수 WAR 6.88로 구단 사상 단일 시즌 최고 기록을 세웠다. 이후 구단 사상 처음이자 마지막 KBO 신인상 수상자가 되었다.
- 김기태는 순수타점 65개로 구단 사상 단일 시즌 최다 순수타점 기록을 세웠다.
- 유성기는 구단 사상 최초로 단일 시즌 BABIP 1.000을 달성했다.
- 조용호는 규정 타석을 채운 타자들 중 구단 사상 가장 높은 단일 시즌 BABIP(0.359)를 기록했다.
- 박성기는 피출루율 0.384, 이닝 당 출루허용률 1.60으로 규정이닝을 채운 투수들 중 구단 사상 단일 시즌 최고 기록을 세웠다.
- 손문곤은 WAR 측정이 불가능한 1991년 권영진과 한오종을 제외하고 구단 사상 단일 시즌 최저 투수WAR(-0.91)을 기록했다.
- 김기완은 선발등판 시 ERA 1.23으로 구단 사상 단일 시즌 최저 기록을 세웠다.
- 김호는 수비 범위 관련 득점 기여 -7.33으로 구단 사상 단일 시즌 최저 기록을 세웠다.
- 이창원은 KBO 퓨처스리그 사상 최초로 통산 100안타를 달성했다.

## 같이 보기
- 1990년 쌍방울 레이더스 시즌